# Currawinya National Park
Currawinya National Park är en park i Australien. Den ligger i delstaten Queensland, omkring 840 kilometer väster om delstatshuvudstaden Brisbane.
Trakten runt Currawinya National Park är nära nog obefolkad, med mindre än två invånare per kvadratkilometer.. Det finns inga samhällen i närheten.
Omgivningarna runt Currawinya National Park är i huvudsak ett öppet busklandskap. Genomsnittlig årsnederbörd är 412 millimeter. Den regnigaste månaden är februari, med i genomsnitt 92 mm nederbörd, och den torraste är oktober, med 2 mm nederbörd.